# Hassi Zahana
Pour les articles homonymes, voir Hassi Zehana.
Hassi Zehana (حاسى زھانة en arabe), anciennement Tassin pendant la colonisation française, est une agglomération chef-lieu de commune de la wilaya de Sidi Bel Abbès en Algérie, et Zehana, c'est une plaine vaste, verte, une forêt avec mélange d'arbres, de broussailles et caliptuses et platanes, et aussi différents arbres fruitiers, et une petite rivière en bas avec l'eau venant d'un petit village de l'oued Ain Tellout.

## Géographie
La ville est traversée par la RN n°7 qui relie Sidi Bel Abbès à Tlemcen.

### Situation
| Sidi Daho des Zairs            | Sidi Daho des Zairs | Sidi Ali Boussidi    |
| Aïn Nehala (Wilaya de Tlemcen) | Hassi Zehana        | Lamtar               |
| Ben Badis                      | Chettouane Belaila  | Badredine El Mokrani |

## Histoire
En 1830, il s'agissait d'un lieu-dit avec quelques habitations et un café maure qui devint très vite un relais de diligence. La décision de construire un centre de colonisation est prise en 1884 et on va lui donner le nom du fonctionnaire qui a proposé sa création au gouverneur d'Algérie. On aurait acheté le terrain aux propriétaires indigènes et divisé en 110 lots dont 4 furent octroyés aux Français d'Algérie et 65 à des Français de métropole venant des régions de la Garonne, du Massif central et du Rhône. Neuf familles venaient d'Hermillon, un village de Savoie dans l'arrondissement de Saint-Jean-de-Maurienne.
En 1889, est érigé le village colonial de Tassin qui devient commune à part entière en 1895 et compte alors plus de 200 maisons. En 1958, elle faisait partie de l'ancien département d'Oran et comptait 2 506 habitants.
Après l'indépendance de l'Algérie, elle prend le nom d'Hassi Zehana, (avec Ze) et pas Hassi Zahana.